# Geografski informacijski sistem
Geografski informacijski sistem (kratica GIS, angl. Geographic(al) information system) je računalniško podprt podatkovno procesni sistem za učinkovito zajemanje, shranjevanje, vzdrževanje, obdelavo, analize, porazdeljevanje in prikazovanje prostorskih (geografskih) podatkov. 

## Definicije
Kratica GIS se včasih uporablja za geografsko informacijsko znanost ali geoprostorske informacijske študije, kot akademsko disciplino ali delo z geografskimi informacijskimi sistemi. Ali preprosto, GIS je tehnologija za združevanje kartografije, statističnih analiz in podatkovnih baz.
GIS lahko obravnavamo kot digitalni sistem, ki ustvarja in "manipulira" s prostorskimi območji, ki so lahko pravna, ciljna ali uporabna. Na splošno je GIS izdelan po meri uporabnika (naročnika). Zato je GIS razvit za konkreten primer, pristojnost, podjetje ali namen in ni nujno interoperabilen ali združljiv z drugimi GIS-i, ki so bili razviti za druge namene, pristojnosti ali podjetja. Gre torej za GIS prostorske podatkovne infrastrukture in koncepte, ki nimajo omejitev.
V splošnem se izraz uporablja za vsak informacijski sistem, ki povezuje, ureja, analizira, deli in prikazuje geografske podatke za potrebe informiranja pri sprejemanju odločitev. GIS aplikacije so orodja, ki omogočajo uporabnikom, da ustvarijo interaktivne poizvedbe (ki jih ustvarjajo uporabniki poizvedb), analizirajo prostorske podatke, urejajo kartografske podatke in predstavljajo rezultate vseh teh aktivnosti. 
Geografska informacijska znanost je znanost, ki obravnava geografske pojme, aplikacije in sisteme.
GIS je relativno širok pojem in se lahko nanaša na številne tehnologije in procese, zato je uporaben na številnih področjih od inženiringa, načrtovanja, upravljanja, vzdrževanja, prometa / logistike in analiziranja.

## Zgodovina razvoja
Ena prvih aplikacij za prostorsko analizo je bila izdelana ob epidemiji leta 1832 "Rapport sur la marche et les effets du kolere dans Paris et le département de la Seine". Francoski geograf Charles Picquet je predstavil 48 okrožij mesta Pariz z barvnimi toni glede na odstotek umrlih za kolero na 1.000 prebivalcev. Leta 1854 je John Snow upodobil izbruh kolere v Londonu z uporabo točk glede na zastopanost lokacij posameznih primerov. Njegova študija o porazdelitvi kolere je pripeljala na vir bolezni, to je do onesnažene vodne črpalke. Ko so črpalko zaprli, so omejili epidemijo.
Medtem ko so osnovni elementi topografije in kartografije obstajali že prej, je bil zemljevid Johna Snowa edinstven, saj je z uporabo kartografskih metod ne samo prikazal, temveč tudi za analiziral geografsko odvisne pojave.
Začetku 20. stoletja prišlo do razvoja fotozincografije, kar je omogočilo zemljevid razdeliti na plasti (na primer eno plast za vegetacijo in drugo za vodo,...). To je bilo še posebej dobrodošlo pri tiskanju kart. Najprej so za to uporabljali steklene plošče, kasneje pa plastično folijo, ki je bila lažja, manj krhka in je potrebovala manj prostora za shranjevanje. Ko so bili izdelani vsi sloji, so združeni predstavljali eno sliko. Ko so izumili barvno tiskanje, je bila ideja plasti uporabna tudi za izdelavo posamezne plošče za tisk za vsako barvo posebej. Uporaba plasti je mnogo pozneje postala ena glavnih značilnosti sodobnih GIS sistemov.
Razvoj jedrskega orožja v začetku leta 1960 je spodbudil razvoj računalniške opreme in aplikacij za izdelavo zemljevidov.
Leta 1960 prišlo do razvoja prvega pravega uporabnega GIS sistema na svetu in sicer v Ottawi, Ontario, Kanada, na Zveznem uradu za gozdarstvo in razvoj podeželja. Dr. Roger Tomlinson ga je poimenoval Kanadski geografski informacijski sistem (CGIS) in je bil uporabljen za shranjevanje, analizo in upravljanje podatkov zbranih s popisom zemljišč, s katerimi so pridobili informacije o rabi tal, rekreacijskih površinah, naravi, pticah, gozdnih površinah in jih prikazali v merilu 1:50.000. Dodana je bila tudi ocena stanja, kar je omogočilo analiziranje.
CGIS je vseboval računalniško kartiranje z aplikacijo, ki je omogočila prekrivanje, merjenje in digitalizacijo / skeniranje. Vsi podatki so bili v državnem koordinatnem sistemu, razdeljeni v poligone, linije in točke, s pravo topologijo in atributi ter lokacijskimi informacijami v ločenih datotekah. Tako je Tomlinson postal znan kot "oče" GIS.
CGIS se je do leta 1990 zgradil v veliko računalniško bazo podatkov z zemljiškimi viri. Postal je okvir sistema za podporo zvezni in deželnim vladam pri načrtovanju in upravljanju. CGIS nikoli ni bil na voljo na trgu.
Leta 1964 Howard T. Fisher ustanovi Laboratorij za računalniško grafiko in prostorske analize na Harvard Graduate School of Design (LCGSA 1965-1991), kjer so bili razviti številni pomembni teoretični koncepti prostorske obdelave podatkov, ki so bili do leta 1970 razdeljeni na programsko kodo in sisteme, kot so SYMAP, GRID in ODYSSEY, in so služili kot vir za nadaljnji komercialni razvoj na univerzah, v raziskovalnih centrih in družbah po vsem svetu.
Do leta 1980 so v M & S Computing (kasneje Intergraph) skupaj z BentleySystem Incorporated za platformo CAD, Environmental Systems Research Institute (ESRI), CARIS (Computer Aided Resource Information System) in ERDAS (Earth Resource Data Analysis System), razvili komercialno programsko opremo GIS, ki je vsebovala številne funkcije CGIS-a in kjer so bili ločeni prostorski in atributni podatki. V poznih 1970-ih in zgodnjih 1980 letih sta se vzporedno razvijala tudi dva javno dostopna sistema (MOSS in GRASS GIS.
Do konca 20. stoletja je bila rast različnih sistemov hitra, sistemi so se standardizirali in uporabniki so začeli uporabljati pogled v GIS podatke prek interneta. V zadnjem času narašča število brezplačnih odprtokodnih GIS paketov, ki delujejo v različnih operacijskih sistemih in jih je mogoče prilagoditi za opravljanje posebnih nalog. Preko svetovnega spleta je na voljo vse več geoprostorskih podatkov in kartografskih aplikacij.
O zgodovini GIS-a so bili objavljeni številni članki.

## GIS tehnike in tehnologije
Sodobne GIS tehnologije uporabljajo digitalne informacije, pridobljene z različnimi metodami za ustvarjanje digitaliziranih podatkov. Najpogostejši način ustvarjanja podatkov je digitalizacija, kjer se papirnat zemljevid ali podatki prenesejo v digitalni medij z uporabo programa CAD in lokacijskih koordinat. Široka dostopnost ortofoto posnetkov (tako satelitskih kot iz drugih virov) je glavni vir geografskih podatkov. Heads-up digitalizacija zajema geografske podatke neposredno iz posnetkov, namesto po klasični metodi iz posebnih tabel (heads-down digitalizacija).
GIS uporablja prostorsko in časovno lokacijo kot ključne spremenljivke za vse druge informacije. Tako kot lahko relacijska podatkovna baza vsebuje besedilo ali številke, ki se nanašajo na različne tabele s skupnimi ključnimi indeksi spremenljivk, lahko GIS poveže nepovezane informacije, ki določajo lokacijo kot ključne indeksirane spremenljivke. Ključ je lokacija in / ali obseg v prostoru in času.
V GIS lahko prikažemo vsako spremenljivko, ki ima podatek o lokaciji in vsebuje tudi čas. Lokacije se lahko evidentirajo kot datumi / časi nastanka, z X, Y in Z koordinatami, ki predstavljajo dolžine, širine in nadmorske višine (v tem zaporedju). Te GIS koordinate lahko predstavljajo tudi druge prostorske sisteme (na primer film, številko posnetka, avtocestno kilometražo, geodetsko točko, naslov, križišče ulic, vhodna vrata, globina vode, POS in CAD risbo,...). Enote, ki se uporabljajo za snemanje časovno-prostorskih podatkov, se lahko zelo razlikujejo, vse pa temeljijo na zemljini prostorsko-časovni lokaciji in pravi fizični lokaciji ali obsegu v prostoru in času.

## Zanesljivost GIS
Natančnost GIS-a je odvisna od vira podatkov in kako so ti podatki kodirani. Geodeti so sposobni zagotoviti visoko raven položajne natančnosti izkoriščajoč GPS pozicioniranje. Digitalni teren visoke ločljivosti in posnetki iz zraka, zmogljivost računalnikov in spletne tehnologije se kakovostno hitro spreminjajo, zato so pričakovanja, da GIS služi družbi, velika. Obstajajo pa še drugi viri podatkov, ki imajo vpliv na točnost GIS-ov kot so: papirnati zemljevidi, ki so zelo primerni za doseganje želene natančnosti, vendar je pri tem potrebno upoštevati staranje, ki vpliva na njihovo dimenzijsko stabilnost.
Pri razvoju digitalne topografske podatkovne baze za GIS, so glavni vir topografske karte, posnetki iz zraka (ortofoto) in satelitske slike pa so dodatni viri za zbiranje podatkov in identifikacijo lastnosti, ki se jih lahko preslika v plasteh nad lokacijo. Merilo za upodabljanje zemljevidov in geografskega območja ter način prezentacije so tudi zelo pomembni elementi, saj so vsebine informacije odvisne predvsem od merila in posledično natančne predstavitve na zemljevidu. Da bi lahko digitalizirali zemljevid, je treba preveriti teoretične dimenzije, nato sledi skeniranje v rastrski obliki.
Kvantitativna analiza zemljevidov je za točnost najbolj pomembna. Elektronska in druga oprema uporabljena pri merjenju za potrebe GIS je mnogo bolj natančna, kot so naprave za klasične analize zemljevidov. Vsi geografski podatki so po pravilu nenatančni, te nenatančnosti pa se potem širijo prek GIS postopkov na načine, ki jih je težko predvideti.

## Podatki
Prostorski podatki so podatki o opisnih, lokacijskih in kartografskih lastnostih in razmerjih med geografskimi elementi podanimi v georeferenčnem sistemu. V GIS organizirana taka podatkovna baza se imenuje grafična podatkovna baza. Podatki so organizirani v podatkovnih slojih, ki obravnavajo določeno lastnost območja.
Podatki so v bazah GIS običajno organizirani po projektih, saj le tako lahko organiziramo poljubne povezave za konkretno uporabo. V projektu lahko hranimo rastrske, vektorske, CAD in druge podatkovne sloje, opisne in časovne podatke, oznake, besedila, postopke in drugo.

### Sestava grafične baze podatkov
Lastnosti prosotorskih pojavov (objekti, dogodki) so locirani nekje na povšini Zemlje, so v 3D prostoru in se s časom spreminjajo. Vrste prostorskih pojavov so:
- opisi (tematski podatki ali opis lastnosti objektov);
- geometrija (podatki o lokaciji, metrične vrednosti o obliki, velikosti, položaju, itd.);
- topologija (povezljivost, odnosi med objekti);
- grafična predstavitev;
- čas (trenutek ali trajanje objekta);
- posebnosti (slike, zvok, ...);
- metode (procesne funkcije, pravila,...);
- relacije (odnosi med objekti).

### Prikazovanje podatkov
GIS podatki predstavljajo realne predmete (kot so ceste, raba tal, nadmorska višina, drevesa, vodne poti, itd.) in digitalne podatke. Realne predmete lahko razdelimo na osnovne (enostavne - točkovni predmeti (npr. hiša)) in sestavljene (linijski elementi ali poligoni). V splošnem obstajata dve metodi, ki se uporabljata za shranjevanje podatkov v GIS: rastrski in vektorski podatki. Vsi podatki so končno pretvorjeni v točke, linije in poligone. Po vsebini objekte delimo na:
- grafične (lokacija, prikaz, geometrija): točka, linija, poligon;
- topološke (lokacija, prikaz, geometrija, topologija): vozlišče, segmenti, robni poligon, površina;
- geografski (lokacija, prikaz, geometrija, topologija, opis): točkovni, linijski, ploskovni in objekti tip.

### Zajem podatkov
Zajemanje podatkov je dejansko pridobivanje dejstev o stvarnosti ter njihova organizacija in fizično shranjevanje v podatkovne baze. V zadnjem desetletju so se razmišljanja in metode reševanja geodetskih problemov zelo spremenila. Na voljo so nove tehnologije kot:
- digitalna elektronika in omrežna tehnologija;
- tehnologija GPS in GIS;
- daljinsko zaznavanje in radarska tehnologija;
- uporaba radijskih povezav in mobilna telefonija;
- mobilna avtonomna elektronska merska oprema in robotizacija;
- prenosni, majhni in terenski računalniki, itd.

Za zajem podatkov potrebujemo strojno opremo za kartiranje (GPS, laserski merilnik razdalj) in robusten računalnik za arhiviranje podatkov. Sedanji trend geografskega informacijskega sistema (GIS) je, da se natančno kartiranje in analiza podatkov izvaja po sklopih.
Zajem podatkov in vnašanje podatkov v sistem zahteva veliko časa GIS strokovnjakov. Za zajem podatkov obstajajo različne metode.
Obstoječe podatke natisnjene na papir ali film je mogoče digitalizirati ali skenirati. Digitizer proizvaja vektorske podatke kot skupek točk, črt in mej poligonov iz zemljevida. Skeniranje zemljevida ima za rezultat rastrske podatke, ki se lahko nadalje prevedejo v vektorske podatke.
Anketne podatke lahko neposredno vnesemo v GIS iz digitalnih sistemov za zbiranje podatkov, ki uporabljajo tehniko, imenovano koordinatna geometrija (COGO). Pozicije iz Globalnega satelitskega navigacijskega sistema (GNSS) oziroma Global Positioning System (GPS) je mogoče zbrati in nato uvoziti direktno v GIS. Danes pri zbiranju podatkov uporabljajo na terenu opremo in računalnike z brezžično povezavo, ki zbirajo podatke v živo v realnem času na decimeter natančno. Tak način pa zelo pohitril pridobivanje podatkov. Nove tehnologije omogočajo uporabnikom, da ustvarijo zemljevide in analize neposredno na terenu, zaradi česar so projekti še učinkovitejši in popis bolj natančen.
Prav tako pomembno je pri zbiranju podatkov daljinsko zaznavanje, ki je sestavljeno iz senzorjev, povezanih z bazo. Senzorji so kamere, digitalni skenerji in LIDAR, medtem ko so baze navadno sestavljene iz letal in satelitov.
Večina digitalnih podatkov trenutno prihaja iz ortofoto posnetkov. Delovne postaje se uporabljajo za digitalizacijo s pomočjo stereo parov digitalnih fotografij. Ti sistemi omogočajo pridobiti podatke v dveh in treh dimenzijah z uporabo načela fotogrametrije. Analogni aerofoto posnetki morajo biti predhodno pregledani, preden se začnejo digitalizirati.
Satelitsko daljinsko zaznavanje zagotavlja še en pomemben vir prostorskih podatkov. Sateliti uporabljajo različne vrste senzorjev za merjenje pasivnih odbojev od delov elektromagnetnega spektra ali radijske valove poslane iz aktivnega senzorja, kot je radar. Daljinsko zaznane podatke se lahko nadalje obdeluje s pomočjo različnih orodij za identifikacijo predmetov ali zemeljskega površja.
Po vnosu podatkov v GIS, je potrebno podatke urediti in odpraviti eventualne napake. Vektorski podatki morajo biti narejeni "topološko pravilno", da se lahko uporabijo za nadaljnje analize. Na primer: v cestnem omrežju morajo biti linije povezane z vozlišči na križiščih. Pri skeniranih zemljevidih so lahko madeži na zemljevidu vir napak, ki jih je treba odstraniti iz rastra.

### Objektni katalogi
Prostorski podatki o objektih se zbirajo in vzdržujejo glede na podatkovni model in se dalje analizirajo, da bi dobili ustrezne informacije. Objektni katalog omogoča poenoteno razvrščanje prostorskih objektov z namenom, da so ti uporabni v kateremkoli podatkovnem modelu. Ključ je klasifikacijska shema, ki mora biti skladna z objektnim katalogom za določeno področje obravnave. Objektni katalog je torej podroben seznam uporabljene klasifikacije.
Mednarodni standard ISO 19110 geografske informacije (GI) - metodologija za objektne kataloge (Geographic information - Methodology for feature cataloging), ki ga je razvil Tehnični odbor ISO TC 211 določa enotno metodologijo za izdelavo objektnih katalogov.

### Kakovost prostorskih podatkov
Kakovost prostorskih podatkov predstavlja niz elementov kot so natančnost, popolnost, usklajenost in morajo biti opredeljene v standardnem modelu kvalitete. Ker se količina in ponudba prostorskih podatkov na tržišču povečuje, je zagotavljanje in kontrola kakovosti zelo pomembna. Slabi podatki pri nadaljnjem analiziranju lahko povzročijo znatno gospodarsko škodo. Nadzor nad kakovostjo prostorskih podatkov je po eni strani zagotovljen z minimalnimi normativi, po drugi strani pa nadzor vršijo naročniki oziroma uporabniki. Kakovost mora upoštevati tri vidike prostora: prostor, čas in vsebino, pri čemer je pomebna natančnost (položajna, časovna in opisna), usklajenost in popolnost. Kakovost je v poročilu ICA (International Cartographic Association) opredeljena s sedmimi soodvisnimi pokazatelji (Guptill et al., 1995):
- poreklo podatkov (izvor, proizvodnja, tehnologija);
- položajna natančnost (georeferenčna) grafičnih podatkov;
- atributna natančnost (zanesljivost opisnih podatkov);
- popolnost podatkov;
- logična usklajenost podatkov;
- semantična natančnost;
- posodobljenost (ažurnost) podatkov (skladno z ISO 19113).

## Projekcije, koordinatni sistemi
Zemljo lahko predstavimo z različnimi modeli, od katerih ima vsak drugačen nabor koordinat (npr. zemljepisna širina, zemljepisna dolžina, nadmorska višina) za katerokoli točko na površini. Najpreprostejši model je predpostavka, da je Zemlja popolna krogla. Z več meritvami Zemlje so postali modeli vse bolj zapleteni in bolj natančni. Modeli so različno poimenovani na različnih področjih zemeljske površine in naj bi zagotavljali potrebno natančnost, kot na primer NAD27 za merjenje v ZDA in World Geodetic System za merjenje po vsem svetu.

## Prostorska analiza z GIS
Prostorske analize definiramo kot postopke s pomočjo katerih obdelujejo prostorske podatke in ustvarjamo nove informacije ali podatke. To je temeljna naloga GIS tehnologij.
GIS prostorska analiza je hitro spreminjajoče se področje. GIS paketi so vedno bolj analitična orodja s standardno vgrajeno opremo in neobveznimi pripomočki za analiziranje kot dodatki. Največkrat gre za komercialne produkte ali nekomercialne razvojne skupine, lahko pa so bili razviti za posebne namene za konkretnega naročnika. GIS prostorske analize so postale ključni element za načrtovanje in upravljanje s prostorom.
GIS lahko prepozna in analizira prostorske odnose, ki obstajajo v digitalno shranjenih prostorskih podatkih. Ti topološki odnosi omogočajo izvajanje kompleksnih prostorskih modelov in analiz. Topološki odnosi med geometrijskimi entitetami običajno vsebujejo sosedstvo (kar je tik česa), vsebovanost (kar zapira kaj) in bližino (kako blizu je nekaj na kaj drugega).
Najenostavnejše analize so razna poizvedovanja po opisnih ali lokacijskih podatkih, kombinirana poizvedovanja in predelava izvornih podatkov v nove podatkovne sloje. Prostorske analize lahko delimo tudi glede na namebnost in postopkovn pristop v naslednje sklope:
- obdelava enega podatkovnega sloja;
- topološko prekrivanje več podatkovnih slojev;
- iskanje točkovnih vplivov in vzorcev;
- ploskovno modeliranje;
- mrežne (linearne) analize;
- rastrske analize.

Geometrijska omrežja so linearna omrežja entitet, ki se lahko uporabljajo za medsebojno predstavitev značilnosti ter izvajanje posebnih prostorskih analiz na njih. Geometrično mrežo sestavljajo robovi, ki so povezani na priključnih točkah, kar je podobno grafom iz matematike in računalništva. Geometrijska omrežja se pogosto uporabljajo za modele omrežij cest in drugih javnih omrežij, kot so elektrika, plin, vodovodna omrežja, itd. Oblikovanje omrežja se pogosto uporablja pri načrtovanju prevozov, modeliranju hidrologije, infrastrukture in drugih.
Z napredkom strojne in programske opreme je postala zelo privlačna vizualizacija oziroma 3D prikaz in animacija pogledov na objekte. Obstaja več metod in področij 3D-prikazovanja:
- vizualizacija prostorskih podatkov v raziskovalne namene;
- prikaz krajinskih izgledov;
- realistična in 3D-vizualizacija krajine;
- 3D-prikaz trdnih objektov in teles.

## Geostatistika
Geostatistika je nova veja statistike, ki se ukvarja s terenskimi in prostorskimi podatki. Določa metode za modeliranje prostorske povezanosti ter napoveduje vrednosti na poljubnih lokacijah. Pri tem je potrebno upoštevati točnost vhodnih podatkov.

## Izhodni podatki in kartografija
Kartografija je oblikovanje in izdelava kart ali vizualnih prikazov prostorskih podatkov. Večina moderne kartografije se izvaja s pomočjo računalnikov, običajno z uporabo GIS orodij. Večina GIS programske opreme omogoča uporabniku nadzor nad videzom podatkov.
Kartografija ima dve glavni nalogi:
Prva je prikaz grafike na zaslonu ali na papirju, ki posredujejo rezultate analize ljudem, ki sprejemajo odločitve. S stenskimi zemljevidi in drugo grafiko se lahko doseže, da gledalec bolje razume rezultate analiz ali simulacijo možnih dogodkov. 
Drugič, s kombinacijo z drugimi bazami podatkov se lahko izvaja nadaljnje analize. Na primer: seznam vseh naslovov v določenem območju prizadetih z razlitjem nafte.

## Razvoj GIS tehnologij
GIS tehnologije so prinesle koristi na mnogo področjih. Tržišče GIS tehnologij se nenehno spreminja, izboljšujejo se komponente strojne in programske opreme. Ta razvoj pomeni širšo uporabo za znanost, vlade, podjetja in industrijo, javno zdravje, kriminal, nacionalno varnost, trajnostni razvoj, naravne vire, krajinsko arhitekturo, arheologijo, regionalno in prostorsko planiranje, transport in logistiko. 
GIS je vključen tudi v lokacijske storitve, ki jih omogočajo GPS mobilne naprave, ki pokažejo svojo lokacijo glede na iskano lokacijo (najbližja restavracija, bencinska postaja, hidrant,...) ali glede na drugo mobilno napravo (prijatelji, otroci, policija, avto) itd. Te storitve se še naprej razvijajo s povečano integracijo GPS funkcije v bolj zmogljivih mobilnih napravah.

## Spletno kartiranje
V zadnjih letih je prišlo do eksplozije kartiranja na spletu, kot so Google Maps, Bing Maps in drugi. Na teh spletnih straneh lahko javnost dostopa do velikih količin prostorskih podatkov.
Nekatere od njih, kot so Google Maps in OpenLayers omogočajo uporabnikom, da ustvarijo karte po meri. Ta orodja običajno ponujajo zemljevide ulic, satelitske posnetke, geokodiranje, iskanje in funkcionalnosti vodenja. Spletna kartografija je omogočila crowdsourcing geografskih podatkov pri projektih, kot so OpenStreetMap, ki je partnerski projekt za brezplačno urejanje zemljevida sveta.

## GIS in pametna mesta
Danes je GIS eden izmed nepogrešljivih virov za izgradnjo in delovanje pametnih mest. GIS v pametna mesta prinaša spodbujanje prebivalcev po nenehnem vseživljenjskem izobraževanju, zmanjšuje porabo energije in vode, znižuje emisije in s tem zvišuje kvaliteto življenja. GIS lahko pomaga pri vizualizaciji prostorskih situacij in migracijskih vzorcev ter pomaga pri načrtovanju urbanizacije. Formula za GIS v pametnih mestih = komponente GIS-a (strojna in računalniška oprema, ljudje, podatki,…) + povezovanje in komunikacija.
Pri procesu načrtovanja GIS-a pametnih mest je potrebno upoštevati povezovanje z drugimi sistemi. GIS mora biti povezan z drugimi informacijskimi sistemi v mestu za učinkovito upravljanje in odločanje. Pri načrtovanju in uvedbi GIS-a je potrebno upoštevati različne ustanove in subjekte, kot so mestna uprava, prebivalci in podjetja. Sledi podpora učinkovitem odločanju. GIS mora omogočati sprejemanje odločitev na podlagi podatkov in analiz za bolj učinkovito upravljanje. Sistem mogoča georeferenciranje in vizualizacijo podatkov iz različnih virov (kamere, senzorji in podobno). Lahko uporablja  za izboljšanje prometne infrastrukture, javnega prevoza, komunalnih storitev in drugih storitev v mestu.

### GIS v zdravstvu
S pomočjo podatkov in računalnikov, nam programi lahko prikažejo zdravstveno stanje ljudi na določenem območju. S pomočjo podatkov iz okolja lahko razberemo indikatorje, zakaj je zdravstveno stanje nekje dobro ali slabo. S tem lahko predvidimo tudi trende širjenja določenih virusov in bolezni ter kam se bodo širili in zaradi tega lahko hitreje ukrepamo. Primer: Ko se reševalno vozilo pelje na nujno vožnjo, lahko pridobi informacije, kje so ob določenih urah največji prometni zamaški, kje so kakšne ovire na cesti in podobne dejavnike, ki lahko upočasnijo vožnjo vozila. S pomočjo teh podatkov, se lahko izbere optimalna vožnja, ki bo prihranila na času.

### GIS v transportu in prometu
Uspešno planiranje transportnih poti je za podjetja, ki se ukvarjajo s transportno dejavnost ena izmed pomembnejših tem. GIS upravlja menedžment mostov, pločnikov, vzdrževanja, varnosti ter analize nesreč. S temi podatki se lahko vozniku določi pot, ki bo časovno in finančno najbolj optimalna, ter varna. 

### GIS in naravne katastrofe
Poplave, požari in ostale naravne katastrofe v celoti težko preprečimo, z določenim znanjem, pa jih lahko vsaj omilimo oz. se nanje pripravimo tako, da bodo posledice čim nižje. Prvi pogoj je, da lokalne skupnosti ocenijo tveganje in določijo območja, kjer lahko pride do katastrof. Analiziranje in grafično ponazarjanje je prvi korak pri pripravi na morebitne katastrofe. Drugi korak je priprava in določanje poti ter območij za evakuacijo. Pripravljeno je potrebno imeti podatke in evidence o stanju zalog hrane in lokacij teh skladišč,... Celotno vizualizacijo, vodenje podatkov in simulacijo nam omogočajo programi, ki podpirajo geografske informacijske podatke.
Geografske Informacijske Sisteme (GIS) lahko uporabljamo tudi za namene preprečevanja naravnih nesreč, kot so na primer plazovi in požari. Študija  podaja primere uporabe GIS sistemov v občini Agia Paraskevi v Atenah, v Grčiji. Z raziskavo so avtorji želeli izpostaviti potencial geografskih informacijskih sistemov (GIS), podprtih s tehnologijami daljinskega zaznavanja ter uporabo novih znanstvenih tehnik za učinkovito preprečevanje naravnih nesreč v pametnih mestih, kar so prikazali na značilnih hipotetičnih primerih. Posamezne prikaze s pomočjo GIS sistemov so povezali v geoportal, ki omogoča državljanom, da interaktivno sodelovanje, tako da pošiljajo posodobljene informacije in fotografije aktualnega stanja neposredno s terena (metodologija množičnega soustvarjanja). Avtorji študije zaključujejo, da lahko tehnologije GIS zagotavljajo ustrezen okvir za uspešno preprečevanje in upravljanje naravnih nesreč ter hkrati za učinkovito širjenje pridobljenih informacij s terena. S tem lahko prispevajo k izboljšanju varnosti in učinkovitemu upravljanju pametnih mest predvsem na področju civilne zaščite.
Evakuacija, kot eden najpomembnejših odzivov s katerim omilimo vpliv naravnih nesreč, vključuje premikanje ljudi iz prizadetih v varna območja. V urbanih območjih posledice potresa običajno vključujejo poškodovano prometno, telekomunikacijsko in energetsko infrastrukturo, kar otežuje dostop do informacij, potrebnih za evakuacijo, ter vodi v nepopolno situacijsko ozaveščenost. Te okoliščine izzivajo učinkovitost trenutnih centraliziranih politik na področju načrtovanja in upravljanja evakuacije v urbanih območjih. Študija ugotavlja, da lahko tehnologije GIS, pri načrtovanju zunanjih evakuacij ob potresih, pomembno zmanjšajo tveganja potresnih nesreč. Še pomembnejšo vlogo pa imajo GIS sistemi pri prilagajanju zahtevnim razmeram po potresu, kjer je izpostavljena ključna vloga javnosti pri zbiranju in deljenju (prostorskih) informacij po nesreči.